# Клаве Збігнев Леонтійович

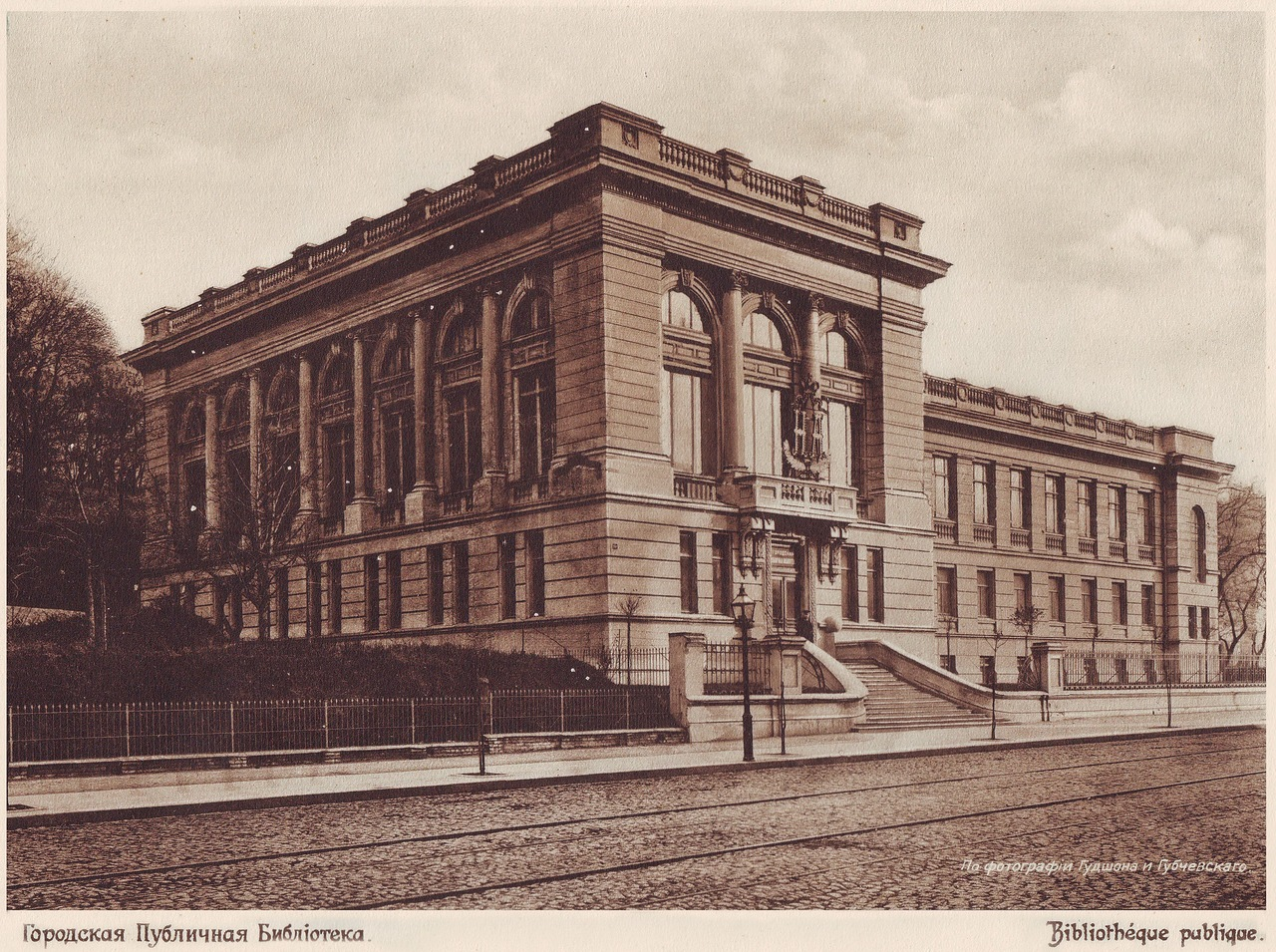
Фасад, 1911

Клаве Збігнев Леонтійович (дати народження і смерті невідомі) — архітектор Києва. Народився у родині підприємця в Проскурові (з 1954 року — Хмельницький). На початку ХХ ст. працював у Києві. Він розробив проєкт фасаду публічної бібліотеки (зараз — Національна бібліотека ім. Ярослава Мудрого) на вулиці Олександрівській (з 1991 року — Михайла Грушевського), № 1 (1910—1911). Цей проєкт було виконано в стилі неоренесанс, він коштував 100 рублів і називався «Знак питання в колі». Відомо, що він брав участь у проєктуванні низки різнопланових будівель Всеросійської промислової виставки 1913 року в місті Києві.